# スプリングフィールド (バージニア州)
スプリングフィールド（Springfield）は、アメリカ合衆国バージニア州のフェアファクス郡にある国勢調査指定地域（CDP）。人口は3万1339人（2020年）。ワシントンD.C.の南西20キロメートルに位置している。

## 歴史
1840年代後半にオレンジ・アンド・アレクサンドリア鉄道の鉄道駅が開業し、駅周辺に入植地が形成された。

## 住民
2020年アメリカ合衆国国勢調査によれば、地域の人口の約31パーセントはアジア系アメリカ人だった。これはバージニア州では高い数値である。特にインド系が多い。

## 交通
- 州間高速道路95号線と州間高速道路495号線のジャンクションがある。

- バックリック・ロード駅にはバージニア急行鉄道の列車が停車する。ワシントン・ユニオン駅行きの列車が利用できる。

- 地域の南端にはフランコニア・スプリングフィールド駅がありワシントンメトロも利用可能である。

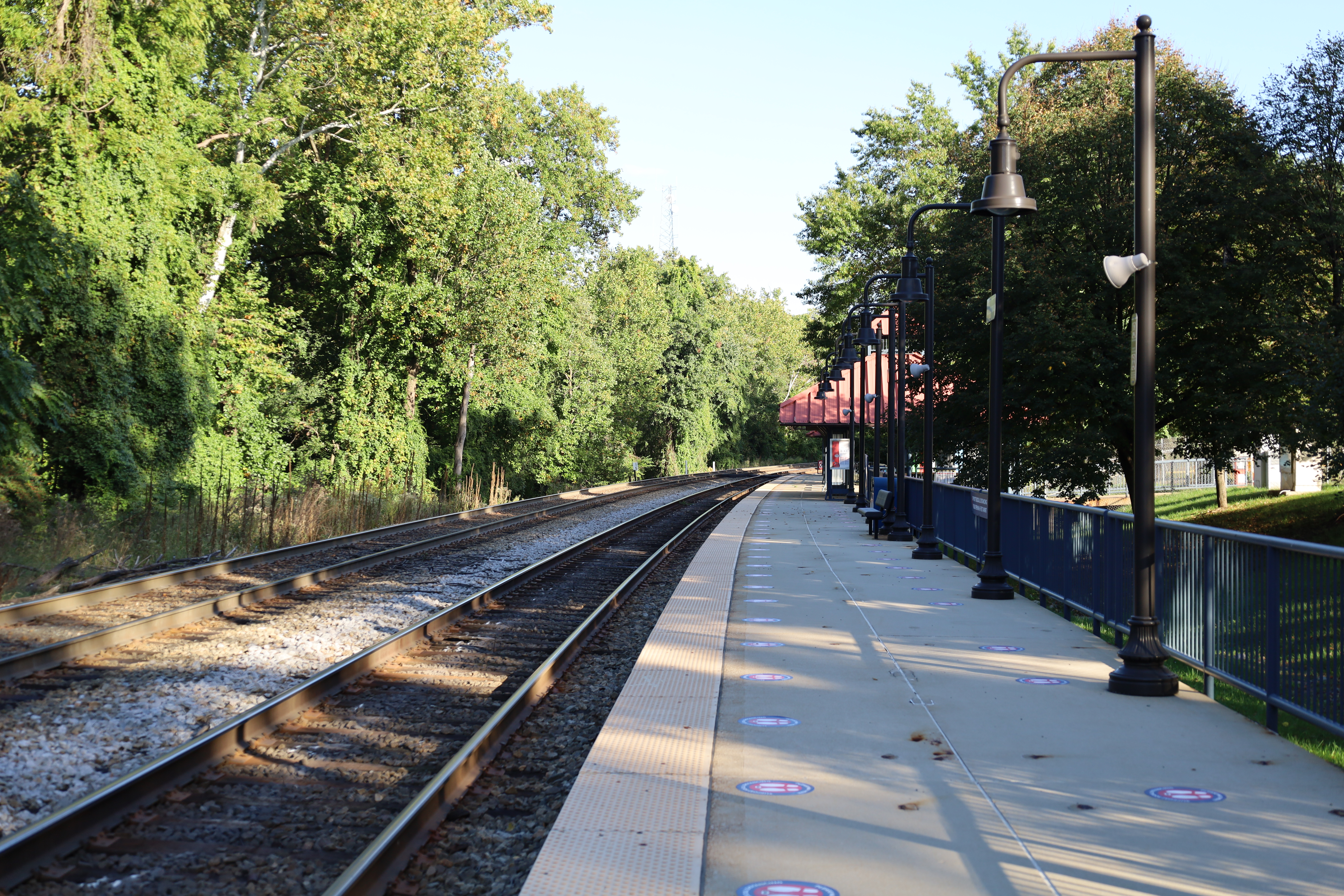
バックリック・ロード駅

## 関係者
- ボビー・ウォール：野球選手